# Belcarra
Belcarra ist eine kleine Gemeinde im Westen der kanadischen Provinz British Columbia und liegt im nordöstlichen Teil des Greater Vancouver Regional Districts.

## Geografie
Belcarra liegt etwa 30 Kilometer nordöstlich von Vancouver und ist von den Gemeinden Anmore, Port Moody und North Vancouver (Distrikt) umgeben. Belcarra liegt am Indian Arm.

## Geschichte
Die Zuerkennung der kommunalen Selbstverwaltung (incorporated) erfolgte am 22. August 1979. Die Geschichte der Ansiedlung reicht jedoch weiter zurück. Vor einer Ansiedlung von Europäern, war das Gebiet schon Siedlungs- und Jagdgebiet der First Nation. 

## Demographie
Der Zensus 2016 ergab für die Ansiedlung eine Bevölkerungszahl von 643 Einwohnern, nachdem der Zensus 2011 für die Gemeinde noch eine Bevölkerungszahl von 644 Einwohnern ergab. Die Bevölkerung blieb damit im Vergleich zum letzten Zensus im Jahr 2011 nahezu unverändert und entwickelte sich schwächer als der Provinzdurchschnitt, dort mit einer Bevölkerungszunahme von 5,6 %. Im Zensuszeitraum 2006 bis 2011 hatte die Einwohnerzahl in der Gemeinde bereits um 4,7 % abgenommen, während sie im Provinzdurchschnitt um 7,0 % zunahm.
Zum Zensus 2016 lag das Durchschnittsalter der Einwohner bei 47,6 Jahren und damit weit über dem Provinzdurchschnitt von 42,3 Jahren. Das Medianalter der Einwohner wurde mit 52,8 Jahren ermittelt. Das Medianalter aller Einwohner der Provinz lag 2016 bei 43,0 Jahren. Zum Zensus 2011 wurde für die Einwohner der Gemeinde noch ein Medianalter von 52,1 Jahren ermittelt, bzw. für die Einwohner der Provinz bei 41,9 Jahren.

## Wirtschaft
In Belcarra sind die größten Beschäftigungsbereiche der Bildungssektor, der Bereich Forschung und Entwicklung sowie der Bereich Gesundheit und Soziales. Vielfach sitzen die Arbeitgeber jedoch nicht in der Gemeinde, sondern die Arbeitnehmer pendeln zur Arbeit nach Vancouver.
Das Durchschnittseinkommen aller Beschäftigten aus Belcarra lag im Jahr 2005 bei 47.075 C $, während es zur selben Zeit im Durchschnitt der gesamten Provinz British Columbia mit 24.867 C $ nur etwa die Hälfte betrug. Der prozentuale Einkommensunterschied zwischen Männern (53.365 C $; Provinzdurchschnitt=31.598 C $) und Frauen (45.168 C $; Provinzdurchschnitt=19.997 C $) fällt in Belcarra, jeweils bezogen auf das durchschnittliche Einkommen aller Beschäftigten der Provinz, geringer aus als im Vergleich für die gesamte Provinz. Beide Gruppen verdienen deutlich über dem Provinzdurchschnitt, jedoch ist der prozentuale Unterschied bezogen auf den Provinzvergleich bei den Männern (~ 2,14-fache des Provinzdurchschnitts) noch größer als bei den Frauen (~ 1,81-fache des Provinzdurchschnitts). Männliche Beschäftigte verdienen hier nicht nur im Vergleich zum Provinzdurchschnitt aller Beschäftigten mehr, sondern verdienen auch im Vergleich zu allen männlichen Beschäftigten in der Provinz deutlich überdurchschnittlich. Auch das Einkommen der weiblichen Beschäftigten ist in beiden Vergleichen ebenfalls deutlich überdurchschnittlich. Bei den weiblichen Beschäftigten ist der prozentuale Einkommensunterschied im Vergleich zu allen weiblichen Beschäftigten in der Provinz sogar noch größer als dieser Vergleich bei den Männern ausfällt.